# Парусников, Владимир Алексеевич
Владимир Алексеевич Парусников — советский хозяйственный и государственный деятель, лауреат Государственной премии СССР за выдающиеся достижения в труде.

## Биография
Родился в 1933 году в деревне Сенолучье. Член КПСС.
Окончил Московское ремесленное училище номер 49.
В 1949—1967 годах — слесарь Московского завода автотракторного электрооборудования, слесарь-инструментальщик центральных ремонтных мастерских управления «Братскгэсстрой».
В 1967—1997 годах — слесарь-инструментальщик 6-го разряда цеха № 3 Омского телевизорного завода / производственного объединения «Иртыш» Министерства электротехнической промышленности СССР.
Заслуженный машиностроитель РСФСР.
За совершенствование технологии производства был в составе коллектива удостоен Государственной премии СССР за выдающиеся достижения в труде 1981 года.
Народный депутат СССР (1989—1991).
Живёт в Омске.

## Награды
- Орден Трудовой Славы II степени (1975)
- Орден Трудовой Славы III степени (1986)